# Dzierżyńsk (przystanek kolejowy)
Dzierżyńsk (biał. Дзяржынск, ros. Дзержинск) – przystanek kolejowy w miejscowości Dzierżyńsk (Kojdanów), w rejonie dzierżyńskim, w obwodzie mińskim, na Białorusi. Leży na linii Moskwa - Mińsk - Brześć.